# Повєткін В'ячеслав Панасович
В'ячеслав Панасович Повєткін (нар. 29 травня 1942, тепер Російська Федерація) — український радянський діяч, секретар парткому КПУ шахтоуправління «Куйбишевське» виробничого об'єднання «Донецьквугілля» Донецької області. Член Ревізійної Комісії КПУ в 1981—1986 р. Кандидат в члени ЦК КПУ в 1986—1990 р.

## Біографія
Член КПРС з 1964 року.
У 1970-х—1980-х рр. — секретар партійного комітету КПУ шахтоуправління «Куйбишевське» виробничого об'єднання з видобутку вугілля «Донецьквугілля» Донецької області.
Потім — на пенсії у місті Донецьку.

## Нагороди
- ордени
- медалі